# Kalle Anka-partiet

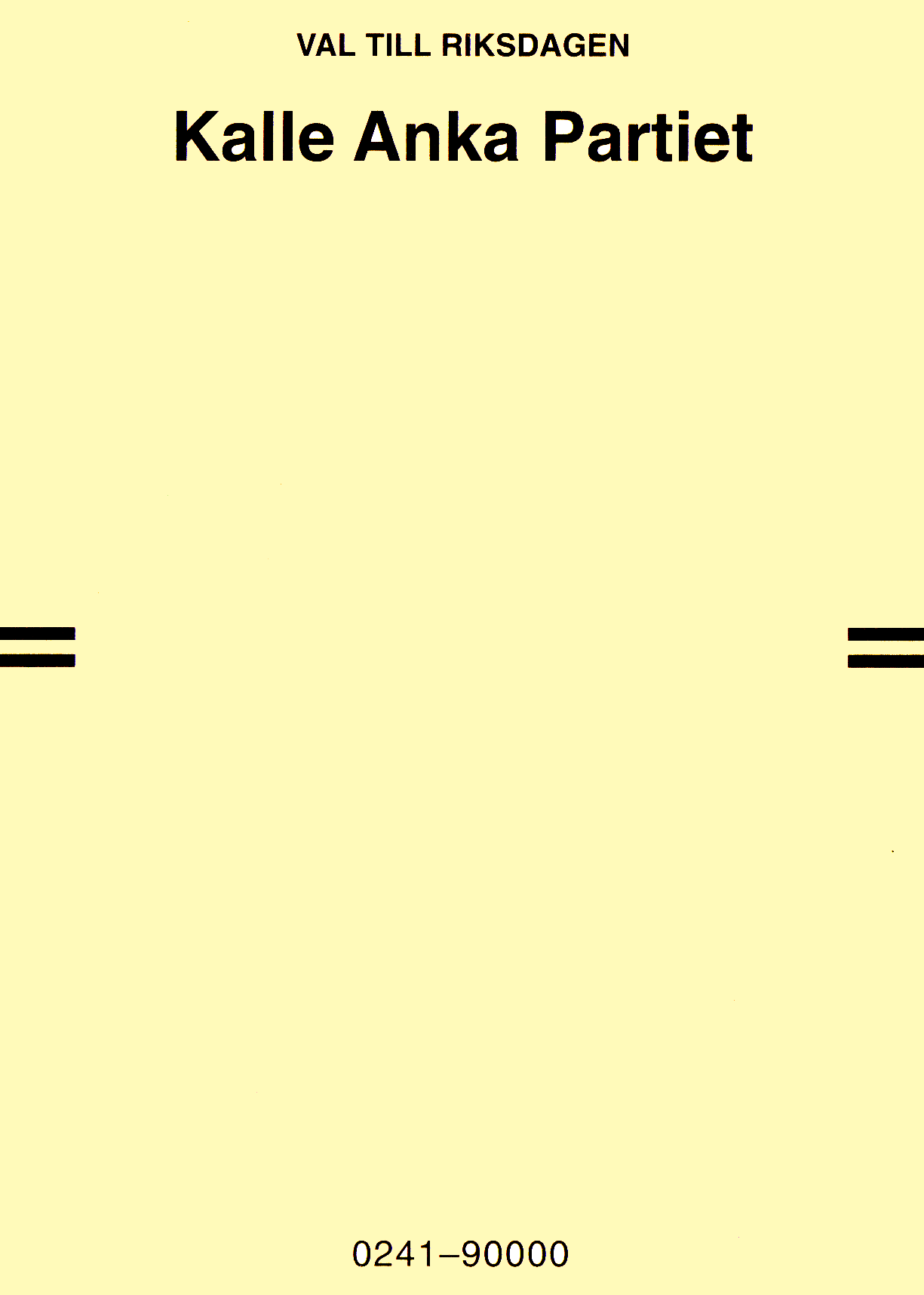
Een stembiljet voor Kalle Anka-partiet bij de Zweedse parlementsverkiezingen

Kalle Anka-partiet (de "Donald Duckpartij") is een politieke partij in Zweden, genoemd naar de bekende stripfiguur Donald Duck.
In 1991 behaalde de partij haar grootste succes, toen ze bij de parlementsverkiezingen 1535 stemmen haalde en daarmee de negende partij van het land was. De partij bestond op dat moment overigens nog niet officieel en kreeg dan ook alleen write-in-stemmen. Later werd de partij officieel opgericht door Bosse Person, die bovendien het enige lid is.
De belangrijkste programmapunten van de partij zijn bredere trottoirs en gratis alcohol. Kalle Anka-partiet moet het dan ook voornamelijk van proteststemmen hebben.